# NGC 919
NGC 919 est une vaste galaxie spirale relativement éloignée et située dans la constellation du Bélier. NGC 919 a été découverte par l'astronome allemand Albert Marth en 1864.

## Caractéristiques
Sa vitesse par rapport au fond diffus cosmologique est de 10 120 ± 24 km/s, ce qui correspond à une distance de Hubble de 149 ± 10 Mpc (∼486 millions d'al).
À ce jour, huit mesures non basées sur le décalage vers le rouge (redshift) donnent une distance de 143,625 ± 9,724 Mpc (∼468 millions d'al), ce qui est à l'intérieur des valeurs de la distance de Hubble.
La classe de luminosité de NGC 919 est I-II et elle présente une large raie HI.